# Église Saint-Rémy de Marly-Gomont
L'église Saint-Rémy est une église située à Marly-Gomont, en France.

## Localisation
L'église est située sur la commune de Marly-Gomont, dans le département de l'Aisne.

## Historique
Comme dans beaucoup de villages de ce secteur, la population de Marly pouvait, en cas d'attaque, s'abriter dans son église fortifiée. Celle-ci a subi de nombreuses modifications au cours de son histoire. La façade date du XIIIe ou XIVe siècle, la nef ayant certainement été rajoutée plus tard. Elle est en grande partie en grès, le portail est en tiers-point et on note de nombreuses meurtrières situées à hauteur d’homme le long des parties les plus anciennes.
Le monument est inscrit au titre des monuments historiques en 1928.

### Galerie

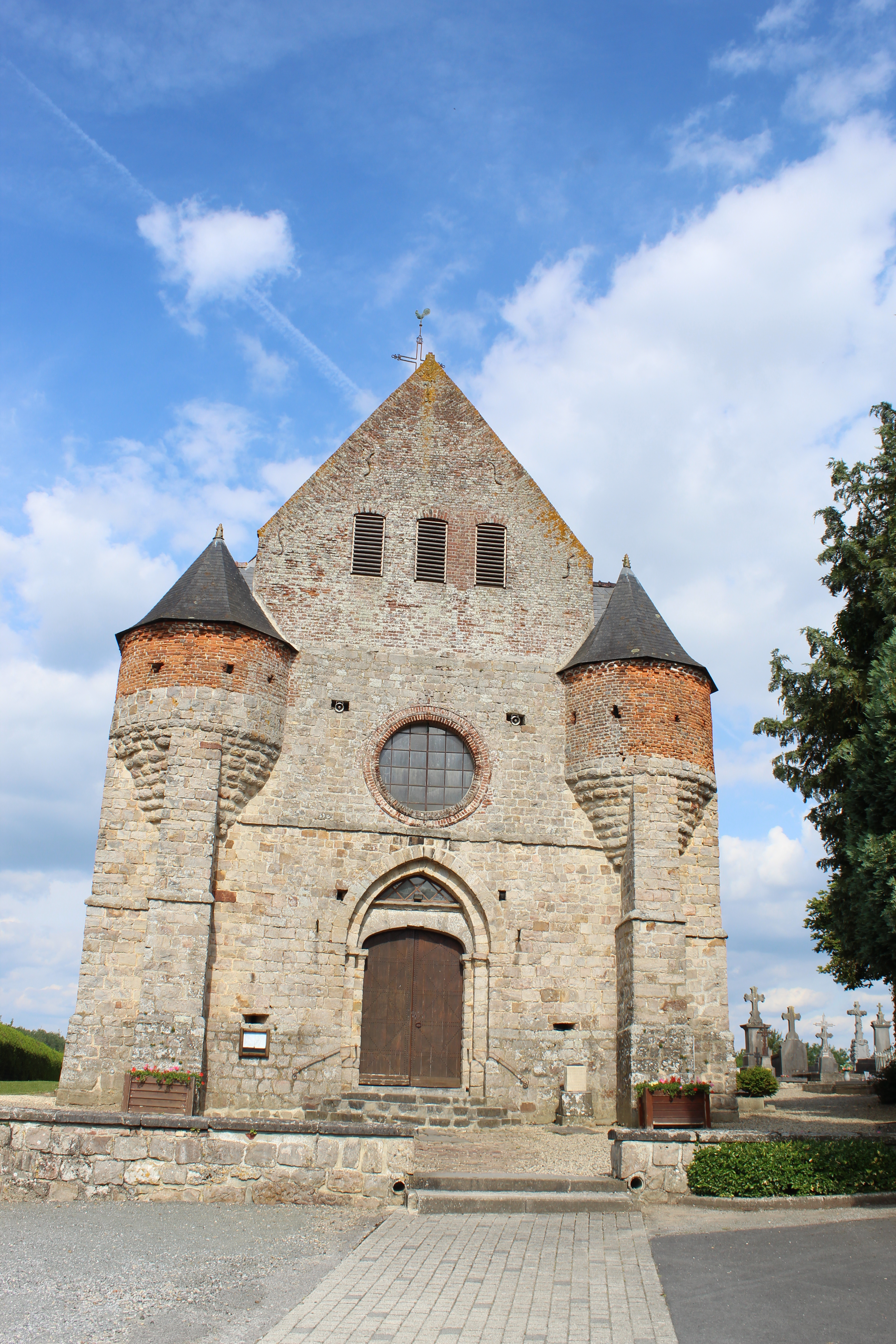
La façade de l'église flanquée de ses deux échauguettes.
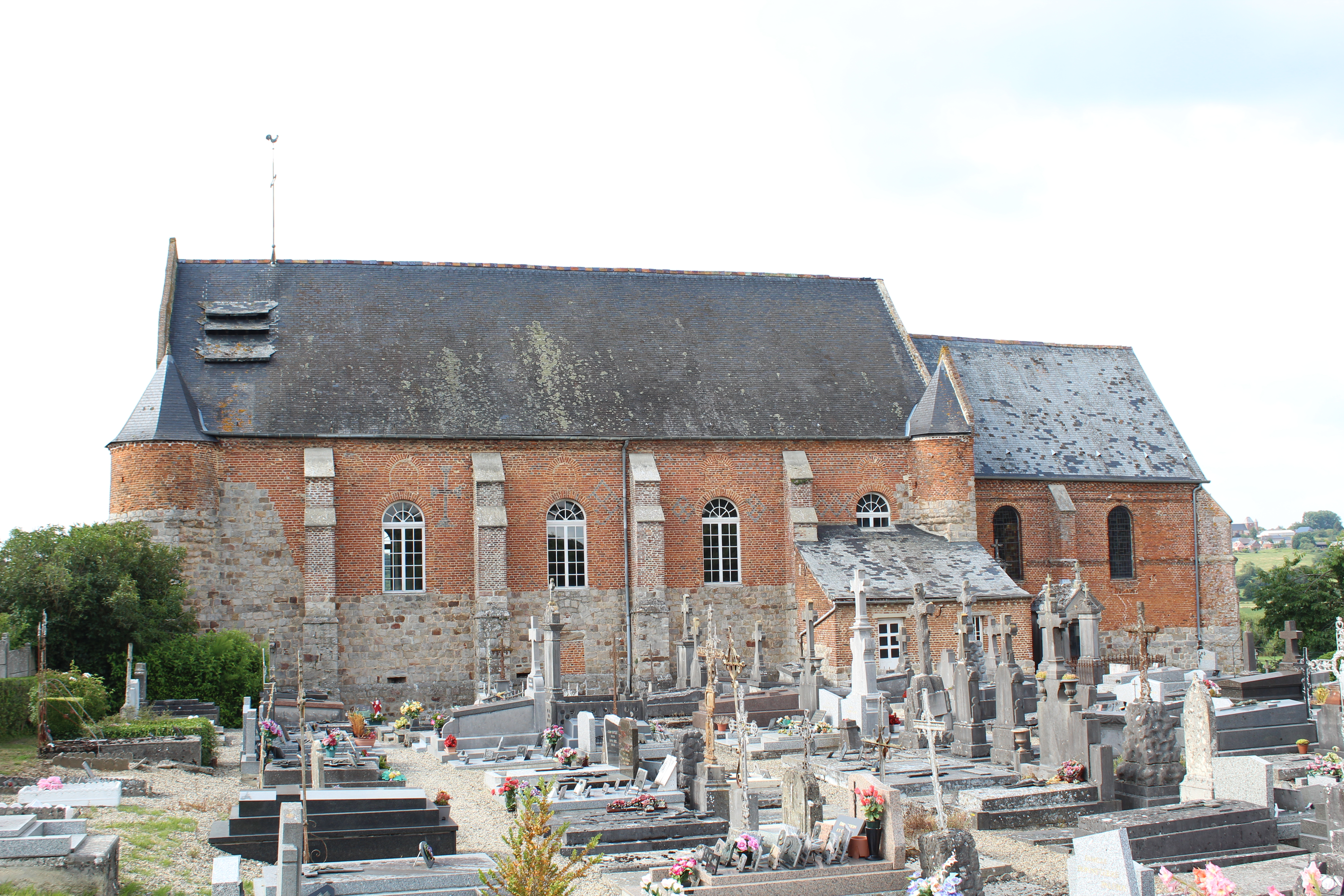
Vue prise du cimetière.
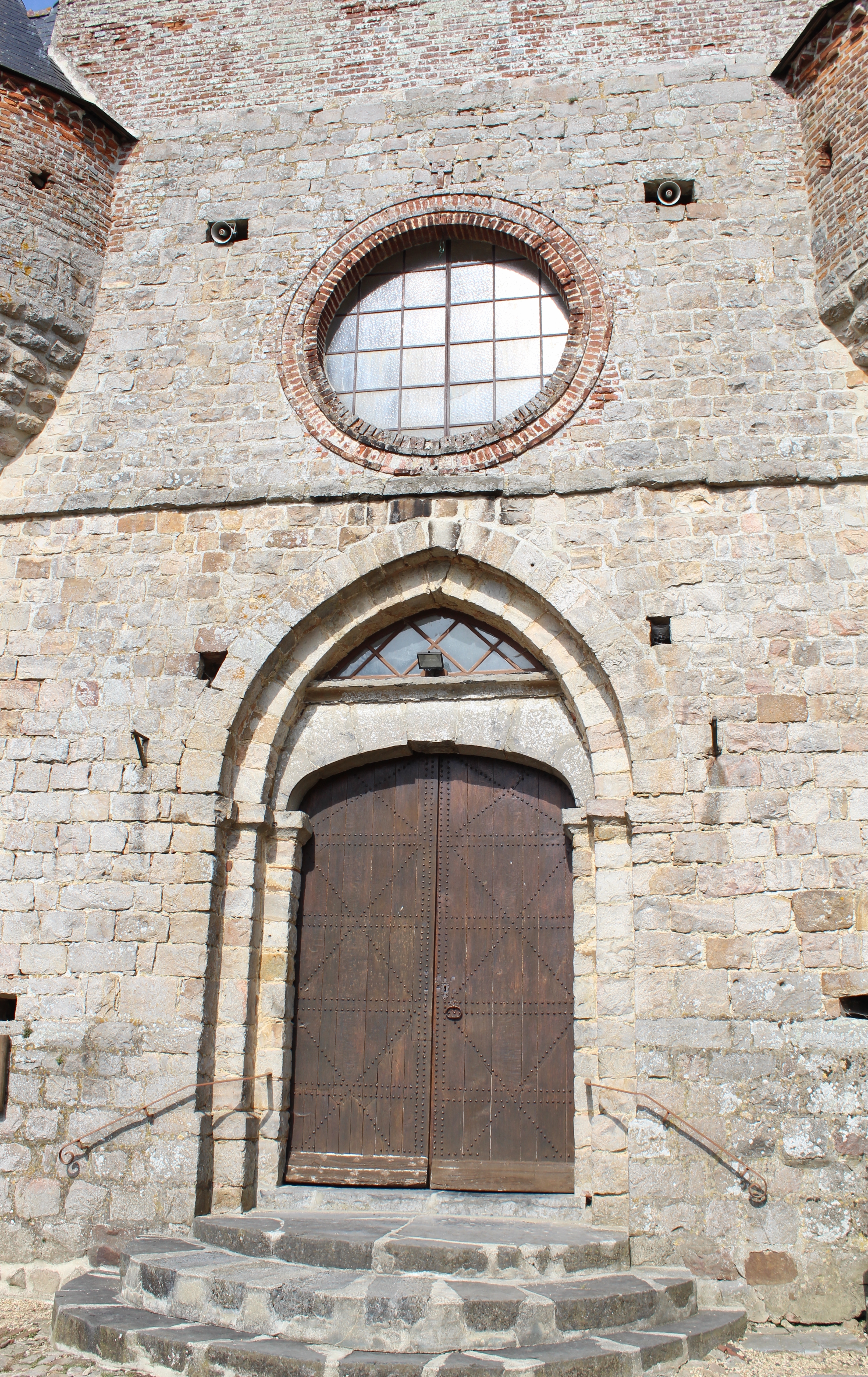
Détail du portail.
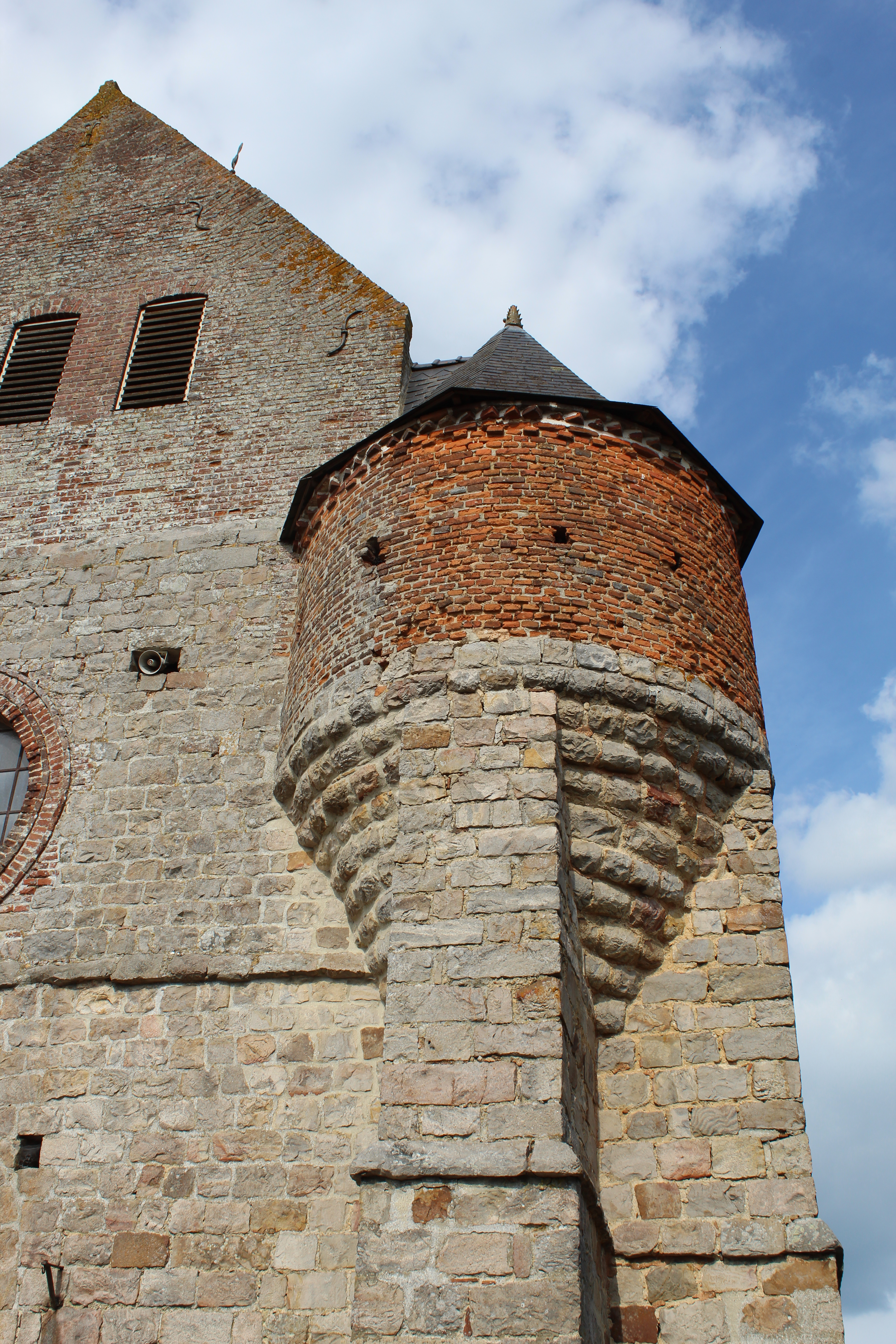
Échauguette avec son assise en grès, le haut en brique et ses meurtrières.
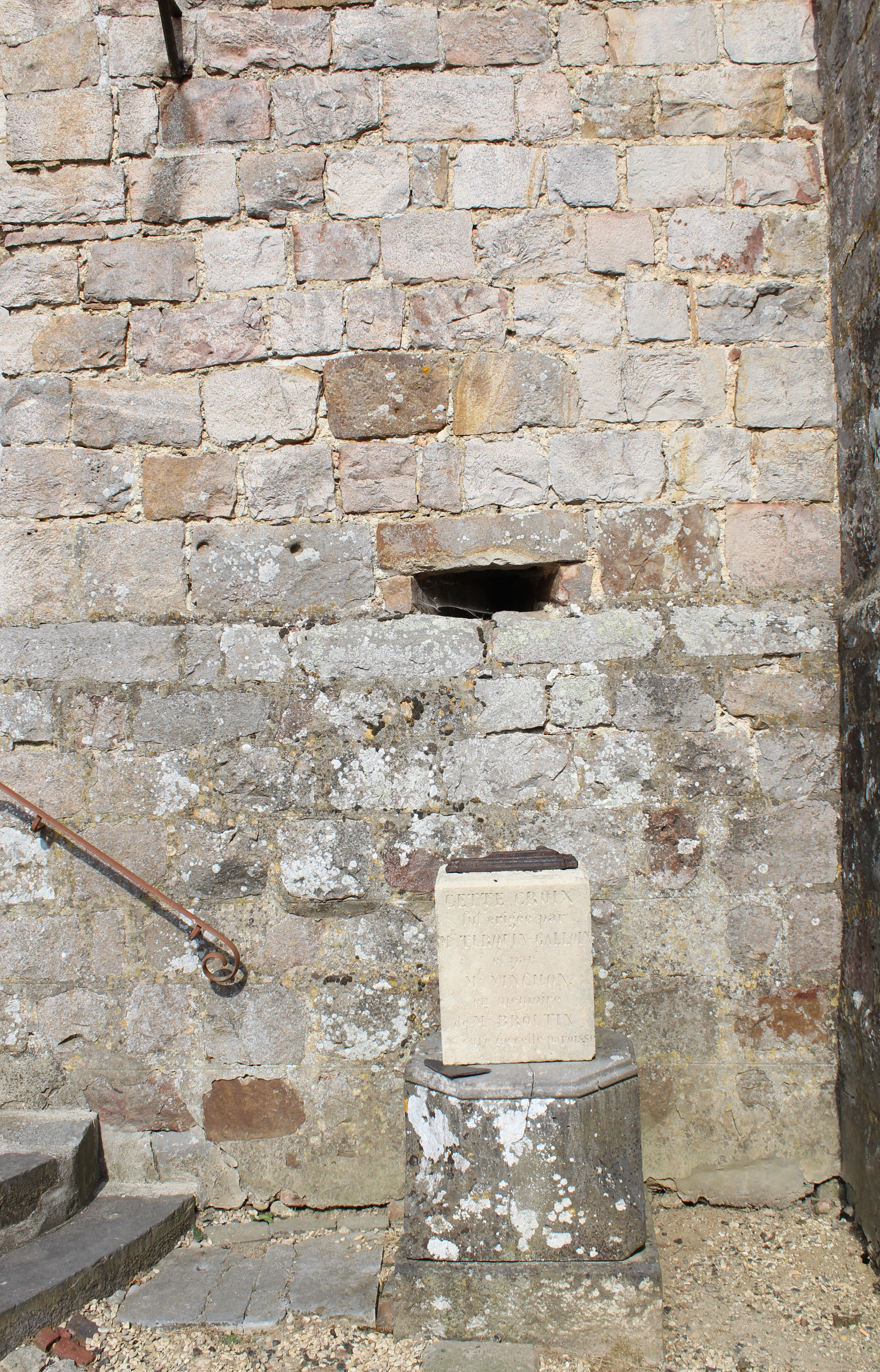
Une meurtrière à droite du portail.

### Galerie: intérieur de l'église.

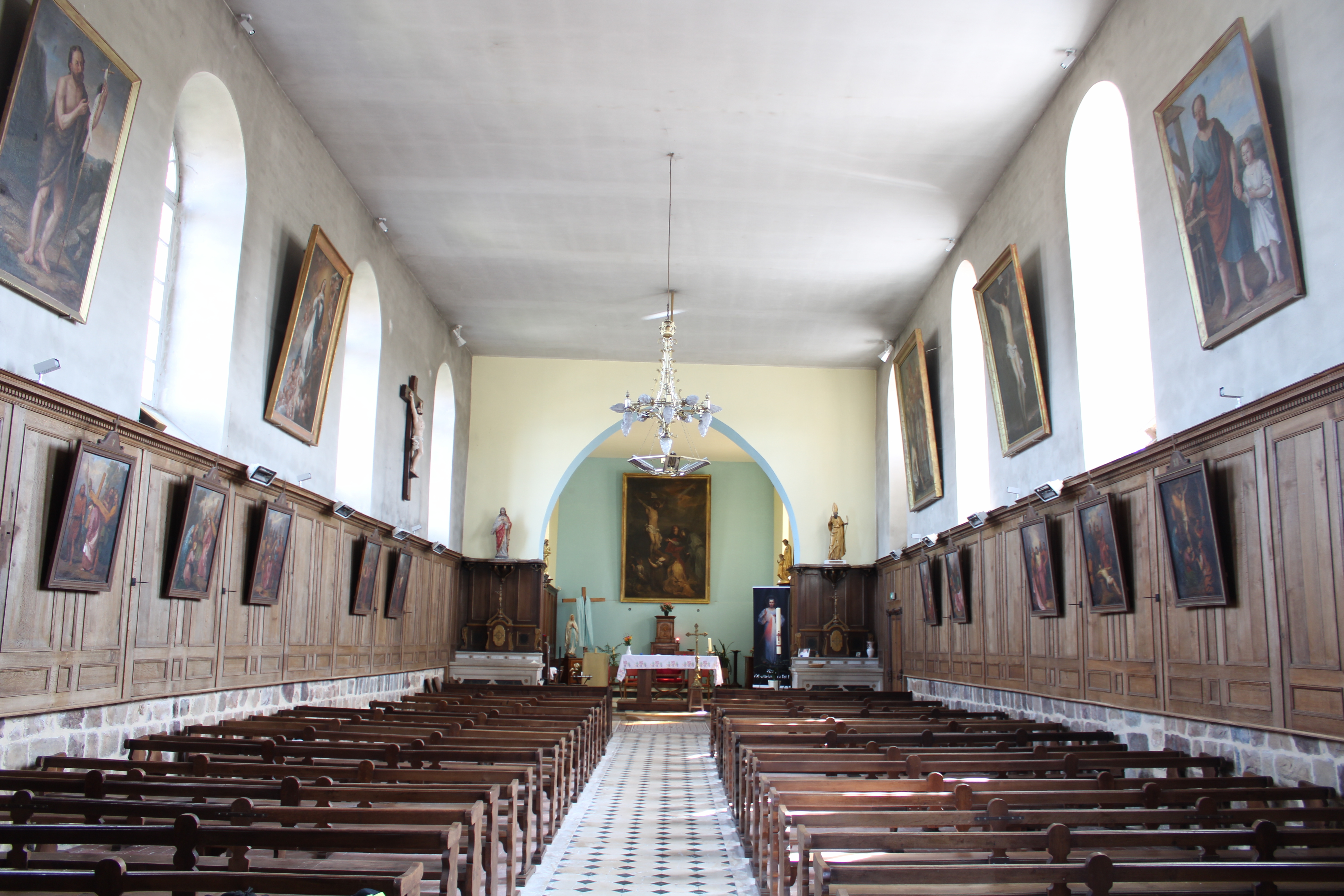
Vue de la nef côté cœur.
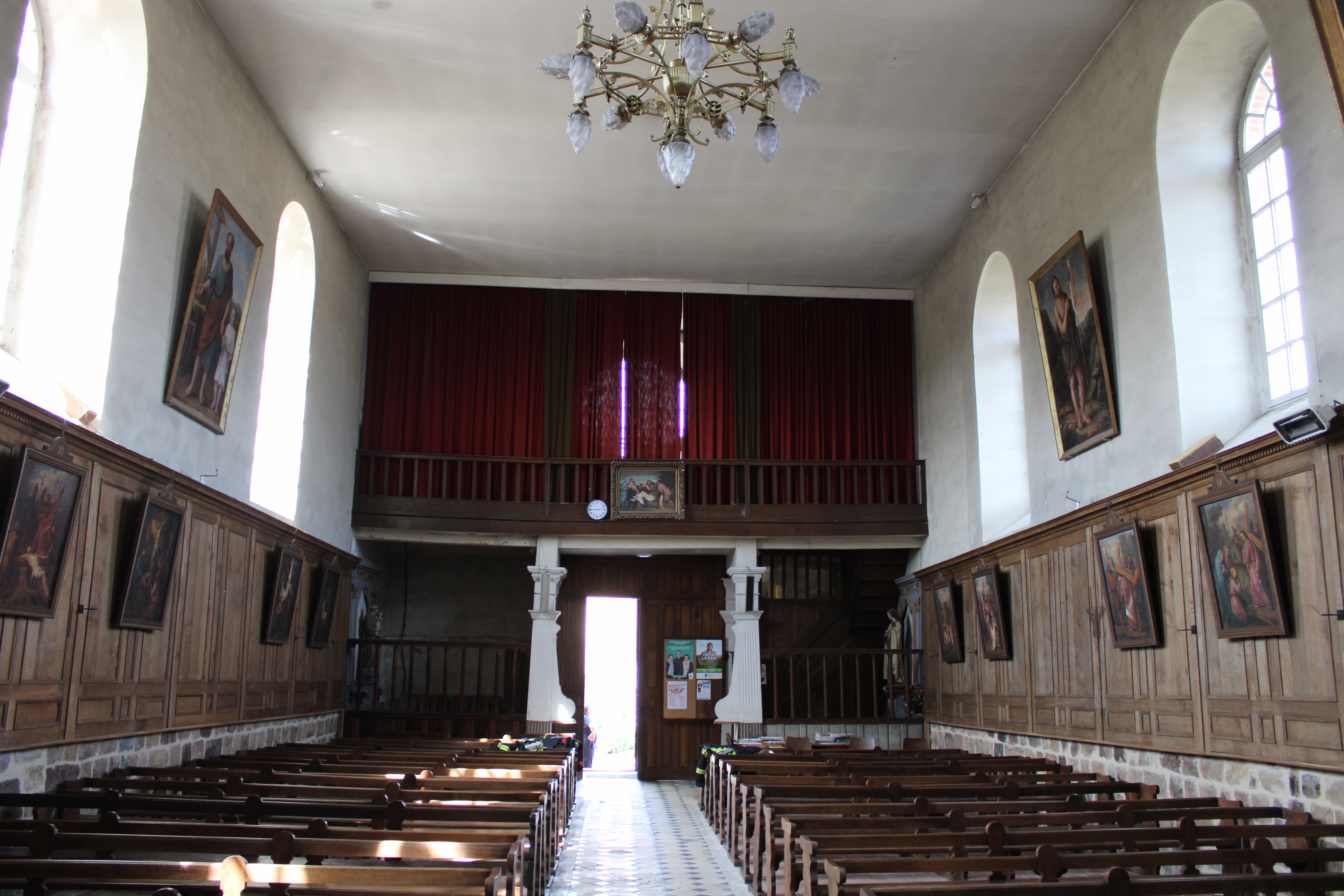
Vue de la nef côté porche.
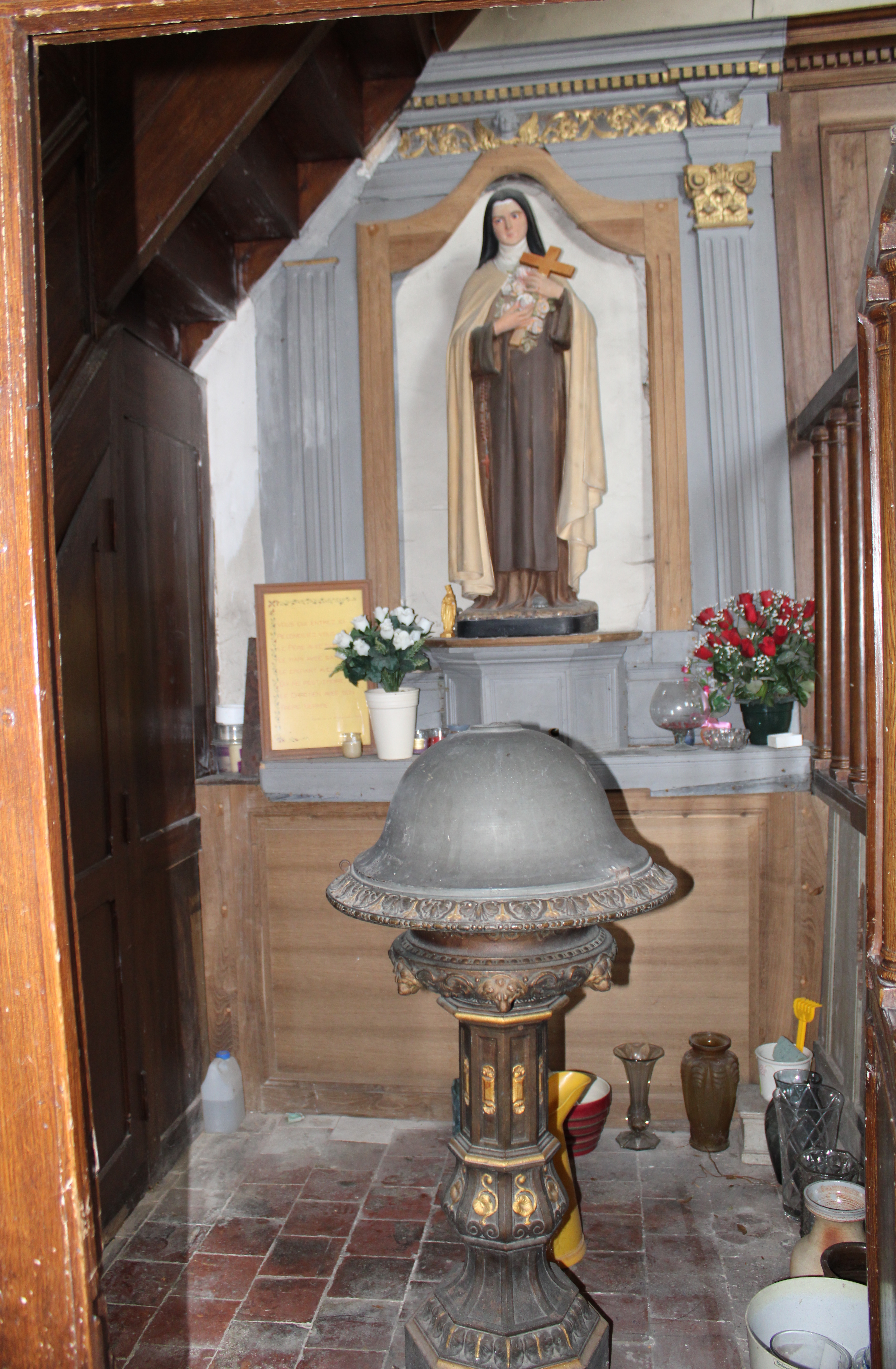
Les fonts baptismaux.
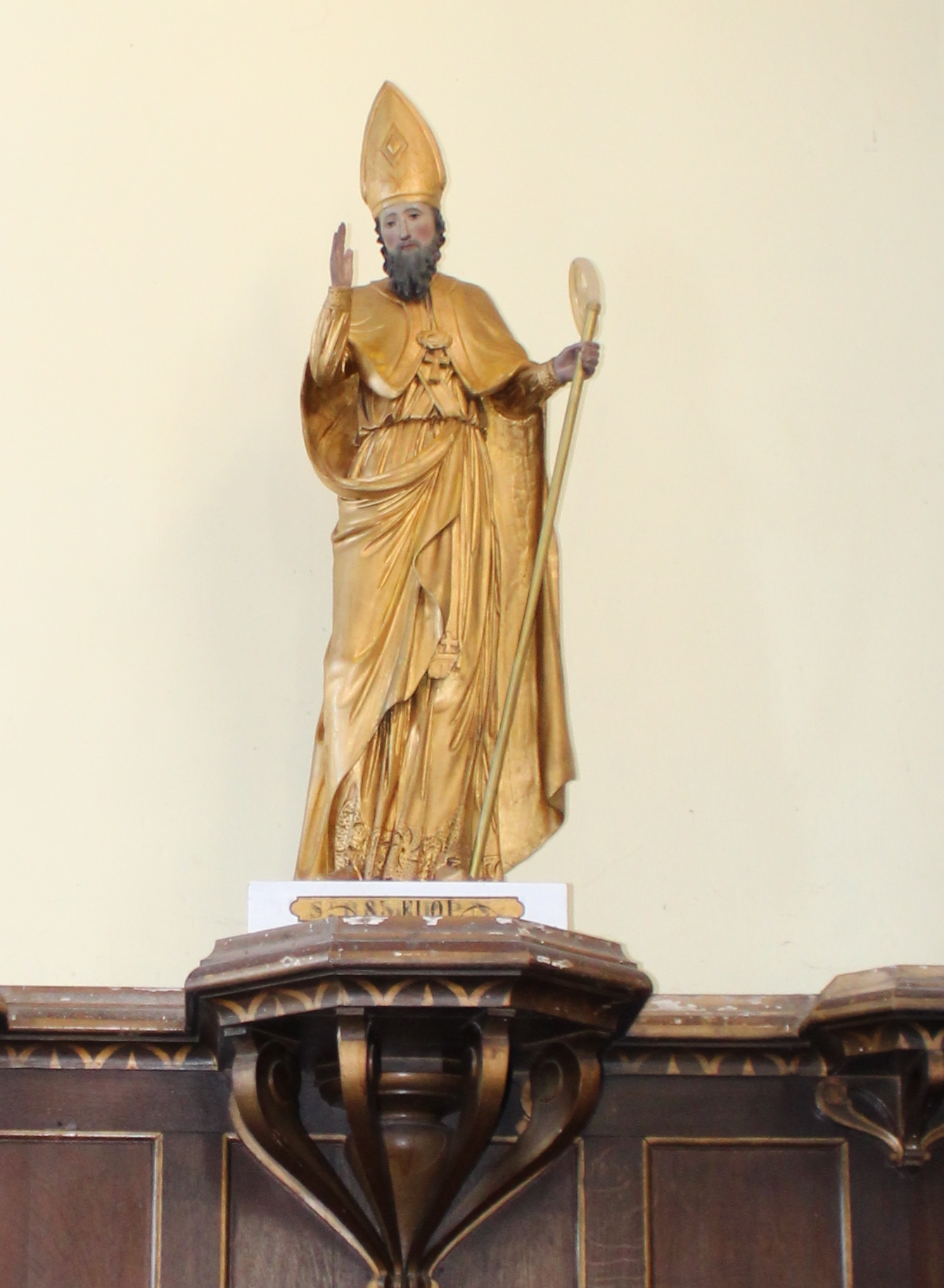
Statue de Saint-Eloi.
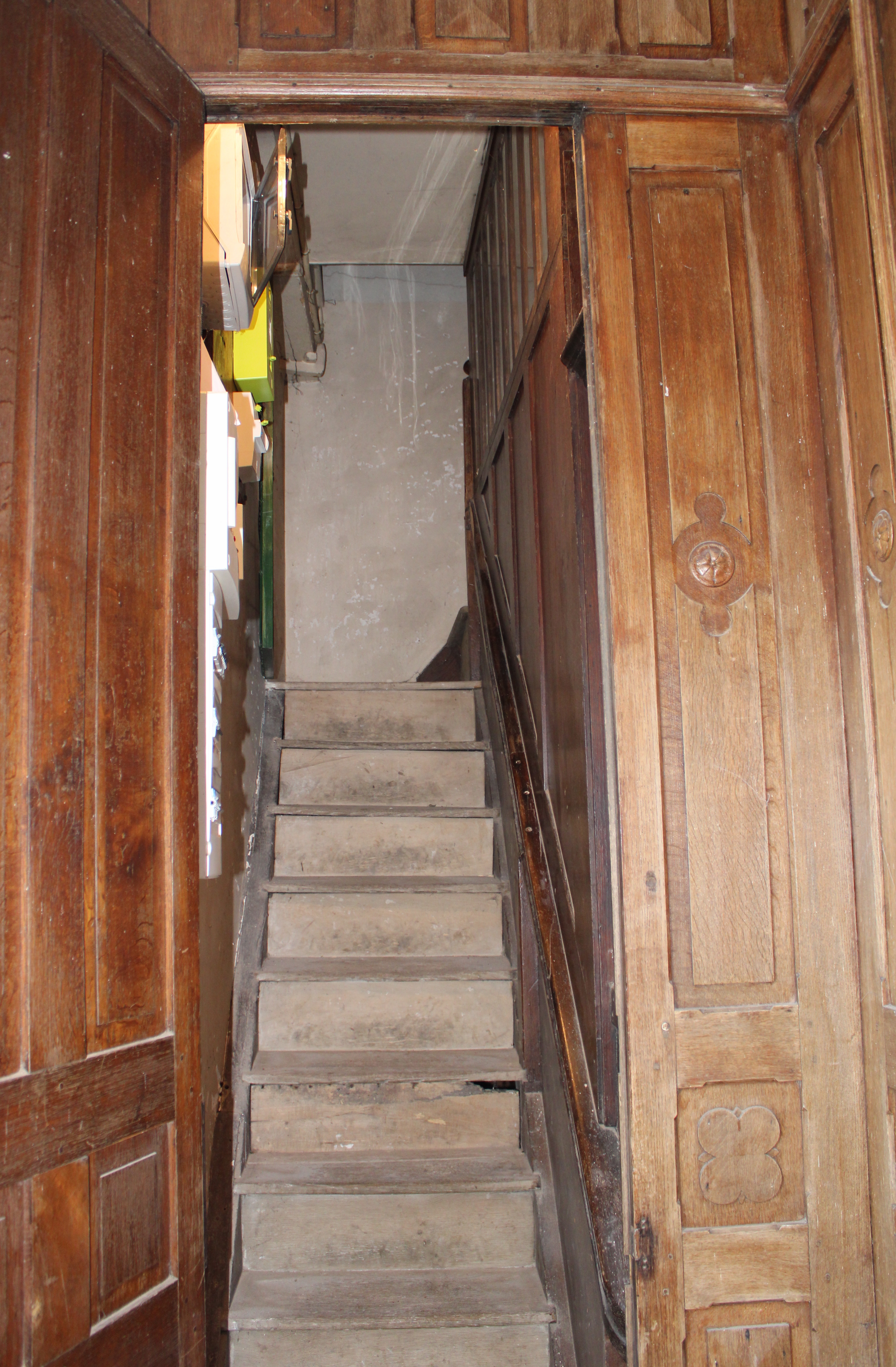
Escalier très étroit qui permet l'accès à la tour nord.